# 徐初
徐初，中國明朝官員，本籍會稽，舉人出身。
1424年上任福建巡撫，是明清時代地方軍政官員，主要從事福建之軍政事務，是明清兩代較有權勢的官職。